# Beziehungen zwischen Portugal und den Vereinigten Staaten
Die Beziehungen zwischen Portugal und den Vereinigten Staaten beschreiben das zwischenstaatliche Verhältnis zwischen Portugal und den USA. Die Länder unterhalten offizielle direkte Beziehungen seit 1783. Portugal gehörte zu den ersten drei Staaten, die die Unabhängigkeit der Vereinigten Staaten anerkannten. Das 1795 eröffnete US-Konsulat in Ponta Delgada auf den Azoren ist das älteste Konsulat der USA überhaupt, und der Kongress stieß nach der Verabschiedung der Unabhängigkeitserklärung der Vereinigten Staaten am 4. Juli 1776 mit portugiesischem Madeirawein auf die Unabhängigkeit der USA an.
Die heutigen Beziehungen werden maßgeblich geprägt durch die gemeinsame Mitgliedschaft in der NATO und der bedeutenden portugiesischen Diaspora an Ost- und Westküste der USA. Ein wichtiger Gegenstand der luso-amerikanischen Beziehungen ist die strategisch wichtige US Air Base in der Base Aérea das Lajes auf den Azoren.
Beide Länder sind Gründungsmitglieder u. a. der NATO, der Organisation für wirtschaftliche Zusammenarbeit und Entwicklung (OECD) und der Organisation für Sicherheit und Zusammenarbeit in Europa (OSZE). Zudem sind sie Partner in einer Vielzahl internationaler Organisationen wie der UNO, der Weltgesundheitsorganisation (WHO), dem IWF oder der Weltbank. Seit 2021 haben die Vereinigten Staaten auch Beobachterstatus in der Gemeinschaft der Portugiesischsprachigen Länder (CPLP).
Die portugiesischen Spuren im Alltag der USA sind vielfältig, wenn auch häufig kaum bewusst. So ist der Mount San Antonio bei Los Angeles nach Antonius von Padua benannt, dem portugiesischen Heiligen und Stadtpatron seiner Geburtsstadt Lissabon, das Pflaster rund um das John-Lennon-Denkmal Strawberry Fields im Central Park in New York ist dem traditionellen portugiesischen Straßenpflaster angeglichen, in Orten an der Ostküste gehen einige traditionelle Straßenumzüge auf die portugiesischen Einwanderergemeinden zurück, und eine Vielzahl bekannter Persönlichkeiten der US-Gesellschaft haben portugiesische Vorfahren. Auch im Unabhängigkeitskrieg machten sich Portugiesen verdient, und die jungen Vereinigten Staaten eröffneten danach ihr erstes ausländisches Konsulat in Portugal (1795 in Ponta Delgada). Angesichts der zahlenmäßig geringen Bedeutung der portugiesischen Einwanderung im Vergleich zu den großen Einwanderernationen der USA ist das vergleichsweise kleine Portugal jedoch weiterhin ein kaum bekanntes Land in der breiten US-amerikanischen Bevölkerung. Im Gegenzug ist US-amerikanische Popkultur in Portugal wie in allen westlichen Ländern prägend, die dortige Politik Gegenstand der alltäglichen Berichterstattung in portugiesischen Medien, und die Existenz einer bedeutenden portugiesischen Gemeinde in den USA im Allgemeinen weit bekannt.

## Geschichte

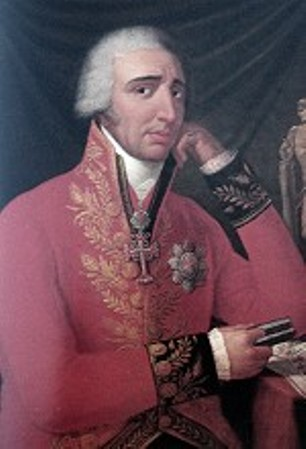
Cipriano Ribeiro Freire war 1794 der erste portugiesische Botschafter in den USA

### Bis 1942
Im Amerikanischen Unabhängigkeitskrieg kämpften auch portugiesischstämmige Pioniere für die Unabhängigkeit, darunter Francis Salvador (1747–1776), Sohn portugiesischer Sepharden, der 1776 in einer Schlacht in South Carolina fiel.
Das Königreich Portugal erkannte die unabhängigen USA bereits am 15. Februar 1783 an. Zusammen mit Frankreich und den Niederlanden war Portugal damit unter den einzigen drei Staaten, die noch vor dem Pariser Friedensvertrag vom 3. September 1783 und damit dem Ende des britisch-amerikanischen Unabhängigkeitskriegs die Unabhängigkeit der Vereinigten Staaten anerkannten. Hintergrund war die noch neue Regierung unter Königin D. Maria I., die eine größere Handlungsfreiheit gegenüber dem alten Verbündeten Portugals, dem Vereinigten Königreich zeigen wollte.
Am 30. Oktober 1794 akkreditierte sich der erste portugiesische Botschafter in Washington.
Auf die 1824 erfolgte, auch im Zusammenhang mit der Monroe-Doktrin stehende, US-amerikanische Anerkennung der Unabhängigkeit Brasiliens von Portugal erfolgte keine nennenswerte Reaktion von portugiesischer Seite.

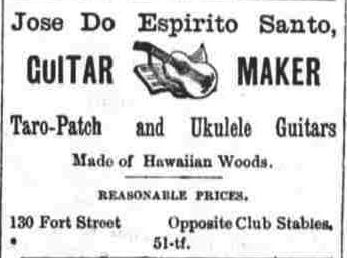
Einer der ersten drei portugiesischen Ukulele-Hersteller auf Hawaii, Anzeige vom 13. September 1899

Ab etwa 1849 setzte eine kontinuierliche portugiesische Einwanderung in die USA ein, insbesondere an die nördliche Ostküste (besonders Neuengland), die südliche Westküste (besonders Kalifornien) und nach Hawaii. (Siehe unten, Kapitel Portugiesische Einwanderung in die USA). Der Portugiese João Fernandez brachte dabei 1879 eine Cavaquinho-Variante von Madeira nach Hawaii mit. Das Instrument wurde danach international als Ukulele bekannt.
Im Amerikanischen Bürgerkrieg (1861–1865) waren auch portugiesischstämmige Personen engagiert, etwa Francis B. Spinola, der als Brigadegeneral der Nordstaatenarmee wirkte.
Die 1910 ausgerufene Republik Portugal wurde direkt nach der folgenden gesetzgebenden Versammlung am 19. Juni 1911 durch die USA anerkannt.
Im Ersten Weltkrieg (1914–1918) gehörte Portugal nach der deutschen Kriegserklärung 1916 den Alliierten an, zusammen mit den USA, nachdem diese 1917 dem deutschen Kaiserreich den Krieg erklärten.

### Seit 1942
Im Zweiten Weltkrieg (1939–1945) blieb Portugal neutral. Es unterhielt zwar auch zu den Achsenmächten Beziehungen, etwa durch Wolfram-Lieferungen an die deutsche Kriegsindustrie, jedoch näherte sich Portugal immer weiter der Anti-Hitler-Koalition an. So gestattete Portugal seinem ältesten Verbündeten, dem Vereinigten Königreich, ab 1943 die Nutzung der Lajes-Basis, seit 1944 nutzen die US-Streitkräfte die Basis. Zudem war das neutrale Portugal eine wichtige Durchgangsstation für zahllose Flüchtlinge, die vor Nazideutschland auch in die USA flohen.
Nach dem Krieg wurden die USA und Portugal 1949 beide Gründungsmitglieder der NATO. Jedoch hielt das autoritäre Estado Novo-Regime an dem historischen Portugiesischen Kolonialreich fest, während insbesondere in Afrika eine allgemeine Dekolonisationswelle einsetzte. Dies brachte Portugal zunächst Ablehnung durch den jungen amerikanischen Präsidenten John F. Kennedy ein (ab 1961). In Folge der zunehmenden Ost-West-Spannungen nach der Kubakrise 1962 verbesserte sich die Beziehung zur antikommunistischen Salazar-Diktatur wieder.

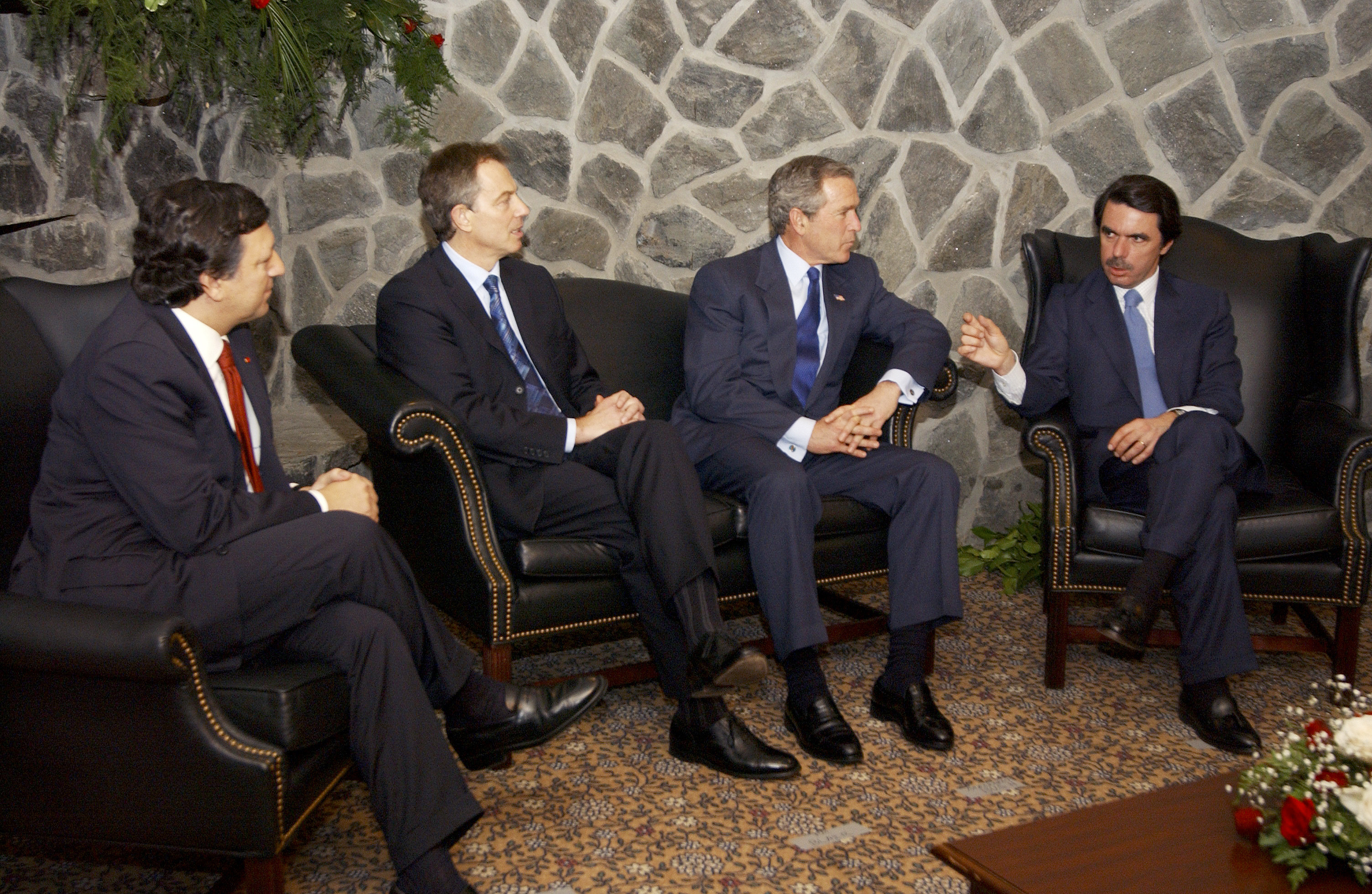
Auf Barrosos Einladung (links) trafen sich die Regierungschefs Blair (Großbritannien), Aznar (Spanien) und der amerikanische Präsident Bush 2003 auf den Azoren zur Vorbereitung des Irakkriegs

Nach der portugiesischen Nelkenrevolution am 25. April 1974 ging bereits am folgenden 29. April in der portugiesischen Botschaft in Washington eine Note des US State Department ein, mit der die USA die portugiesische Revolutionsregierung anerkannten und die unverändert fortbestehenden diplomatischen Beziehungen bestätigten. Der starke linke Charakter der Revolution und Kontakte einzelner MFA-Offiziere zum Ostblock ließen die USA zunächst jedoch in abwartende Distanz zur neuen Führung gehen. Die einsetzende US-amerikanische Förderung separatistischer Tendenzen auf den Azoren und die amerikanische Präsenz in Lajes, inklusive den als Bedrohung empfundenen Besuchen von NATO-Kriegsschiffen in Lissabon, erhöhten den Druck auf Portugal, sich der Nähe der USA nicht zu entziehen. In der Folge intensivierten sich die Beziehungen wieder, insbesondere nachdem sich die eher bürgerlichen Kräfte innerhalb der Revolutionsgremien durchsetzten.
Mit dem Beitritt Portugals zur EU 1986 und den folgenden umfassenden Privatisierungen und Marktöffnungen galt Portugal fortan als wieder fest im westlichen Verteidigungsbündnis und Wirtschaftsraum verankert. Insbesondere unter José Manuel Barroso sowohl als Außenminister als auch später als Ministerpräsident wurden die Beziehungen zu den USA ausgesprochen gut. So befürwortete er im Gegensatz zu seiner Bevölkerungsmehrheit die Invasion im Irak 2003 und trieb in Portugal Privatisierungen weiter voran.
Heute gelten die luso-amerikanischen Beziehungen als weniger intensiv, aber weiterhin gut. Der portugiesische Hochschullehrer und Historiker Tiago Moreira de Sá, ein Spezialist der portugiesisch-amerikanischen Geschichte, vertritt in seinem 2016 erschienenen Buch über die Geschichte der luso-amerikanischen Beziehungen die Ansicht, dass die USA zuletzt ihren Blick etwas weg von Europa und Portugal wandten, die Basis von Lajes aber weiter zu den drei wichtigsten und vermutlich niemals aufzugebenden internationalen Stützpunkten der USA zählt, neben Diego Garcia im Indischen Ozean und die Andersen Air Force Base auf Guam im Pazifik.

## Diplomatie

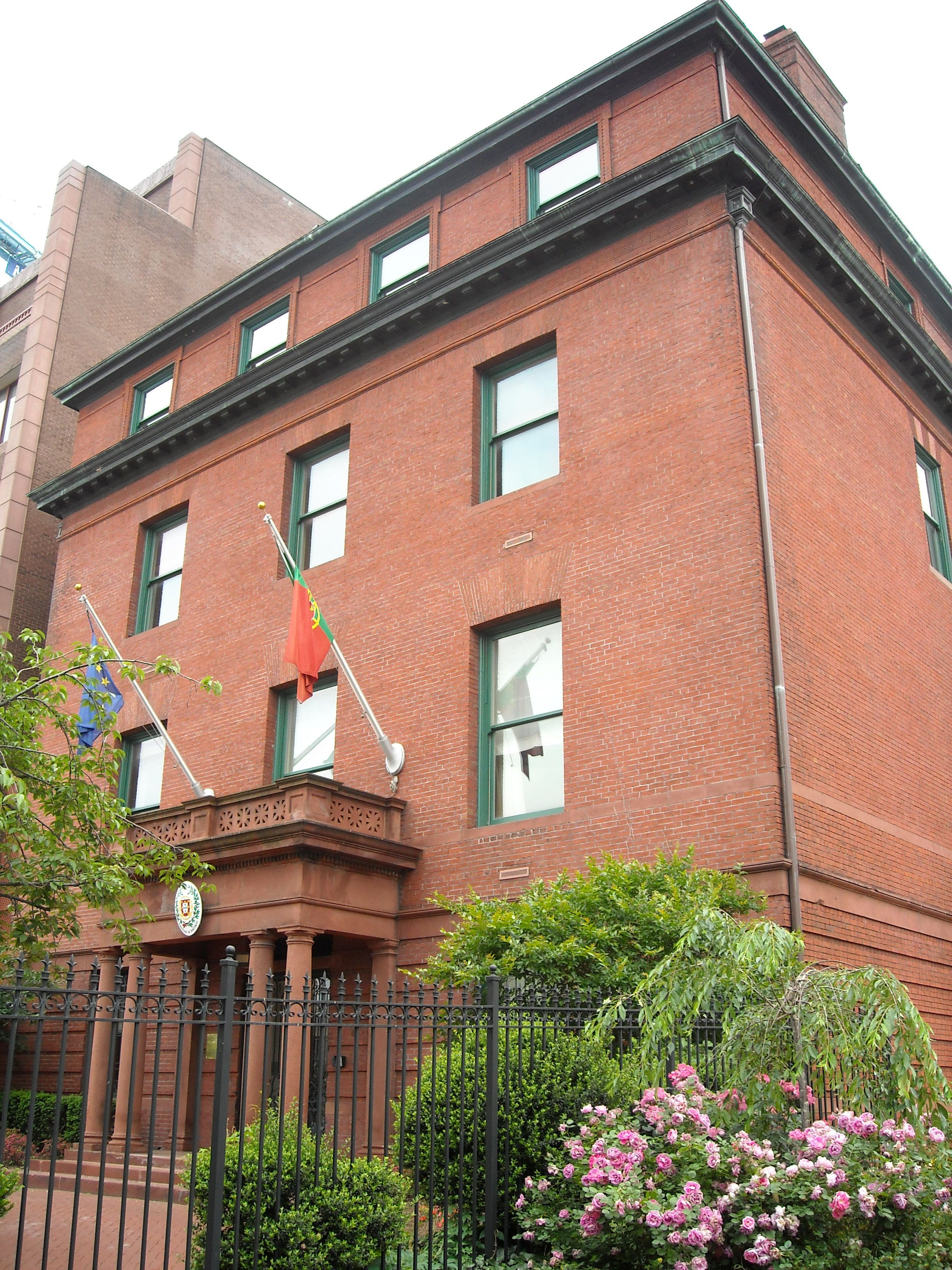
Die portugiesische Botschaft in Washington

Portugiesische Vertretungen in den USA
Am 30. Oktober 1794 akkreditierte sich mit Cipriano Ribeiro Freire der erste Diplomat in der portugiesischen Botschaft in Washington. Sie hat heute ihren Sitz in der Massachusetts Avenue Nr. 2012.
Daneben unterhält Portugal Generalkonsulate in Boston, New Bedford, New York, Newark, San Francisco und Providence.
Außerdem sind portugiesische Honorarkonsulate in Chicago, Hawaii, Houston, Indianapolis, Los Angeles, Miami, Naugatuck, New Orleans, Palm Coast, Phoenix, Tulare und in Puerto Rico tätig.
US-amerikanische Vertretungen in Portugal
David Humphreys, ein Offizier der Amerikanischen Revolution und Vertrauter George Washingtons, nahm am 21. Februar 1791 als erster Botschafter der USA seinen Dienst in Lissabon auf. Sein Nachfolger John Quincy Adams wurde später der sechste Präsident der USA. Während des Zweiten Weltkriegs war George F. Kennan Botschafter in Lissabon und erreichte die Nutzung der Lajes-Basis für die alliierte Seite.
1944 wurde die bisherige US-amerikanische Legation zur vollen Botschaft erhoben. Sie residierte seit 1791 in verschiedenen Gebäuden und ist heute in einem architektonisch eingebundenen Neubau auf dem Gelände der historischen Quinta do Pinheiro an der Avenida das Forças Armadas untergebracht.
Neben der Botschaft in Lissabon unterhalten die USA bereits seit 1795 ein Konsulat in Ponta Delgada, der Hauptstadt der Azoren-Insel. Es ist das älteste Konsulat der Vereinigten Staaten überhaupt.

## Partnerstädte
1970 gingen Ponta Delgada, Hauptstadt des portugiesischen Azorenarchipels, und der kalifornische Ort San Leandro die erste Städtefreundschaft zwischen Portugal und den Vereinigten Staaten ein. Insgesamt bestehen inzwischen 52 Partnerschaften dieser Art oder werden angestrebt (Stand 2012). Insbesondere die portugiesischen Gemeinden an der Ostküste, in Kalifornien und auf Hawaii haben ihren Ursprung in der historischen Zuwanderung portugiesischer Seeleute überwiegend von den Azoren und Madeira in die USA und bilden den wichtigsten Anknüpfungspunkt für die meisten portugiesisch-US-amerikanischen Städtefreundschaften.

## Portugiesische Diaspora

### Portugiesische Einwanderung in die USA
Zahlen

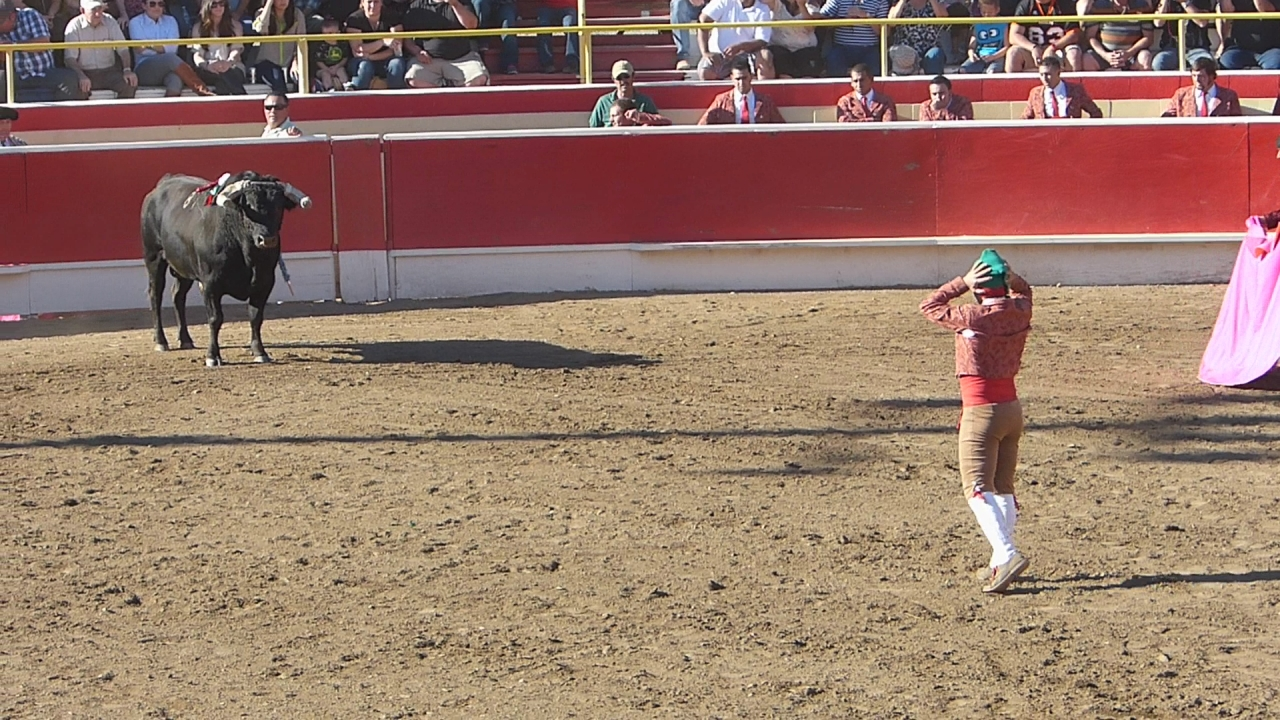
Portugiesischer Stierkampf in Thornton (Kalifornien)

Im Jahr 1990 lebten 241.828 portugiesische Staatsbürger und insgesamt 900.060 direkt portugiesischstämmige Bürger in den USA. Im Jahr 2013 waren es noch 175.027 portugiesische Staatsbürger. Man kann also von einer im engeren Sinn portugiesischen Diaspora in den USA von etwa einer Million ausgehen.
Insgesamt wird die Zahl der von Portugiesen abstammenden Menschen in den USA und Kanada auf weit über neun Millionen geschätzt.
Geschichte
Mitte des 19. Jahrhunderts begannen die Walfang-Flotten insbesondere vor Neuengland Besatzungen auf den Azoren und auf Madeira anzuwerben. Ein Teil dieser Seeleute siedelte sich dabei dauerhaft an den Küstenorten an, insbesondere in New Bedford. Parallel lockte der Kalifornische Goldrausch ab 1849 auch Portugiesen an, von denen einige von Walfangschiffen in San Francisco desertiert waren. Damit begann die Geschichte der portugiesischen Einwanderung in die USA etwa gleichzeitig an Ost- und Westküste. Als dritter Pol portugiesischer Einwanderung entwickelte sich danach Hawaii. Einige hundert ehemalige Walfänger aus Portugal lebten bereits hier, als ab 1878 eine systematische Einwanderung von den Azoren und Madeira dorthin einsetzte, im Zusammenhang mit dem dortigen Zuckerrohranbau.
Geografie, Kultur und Sprache

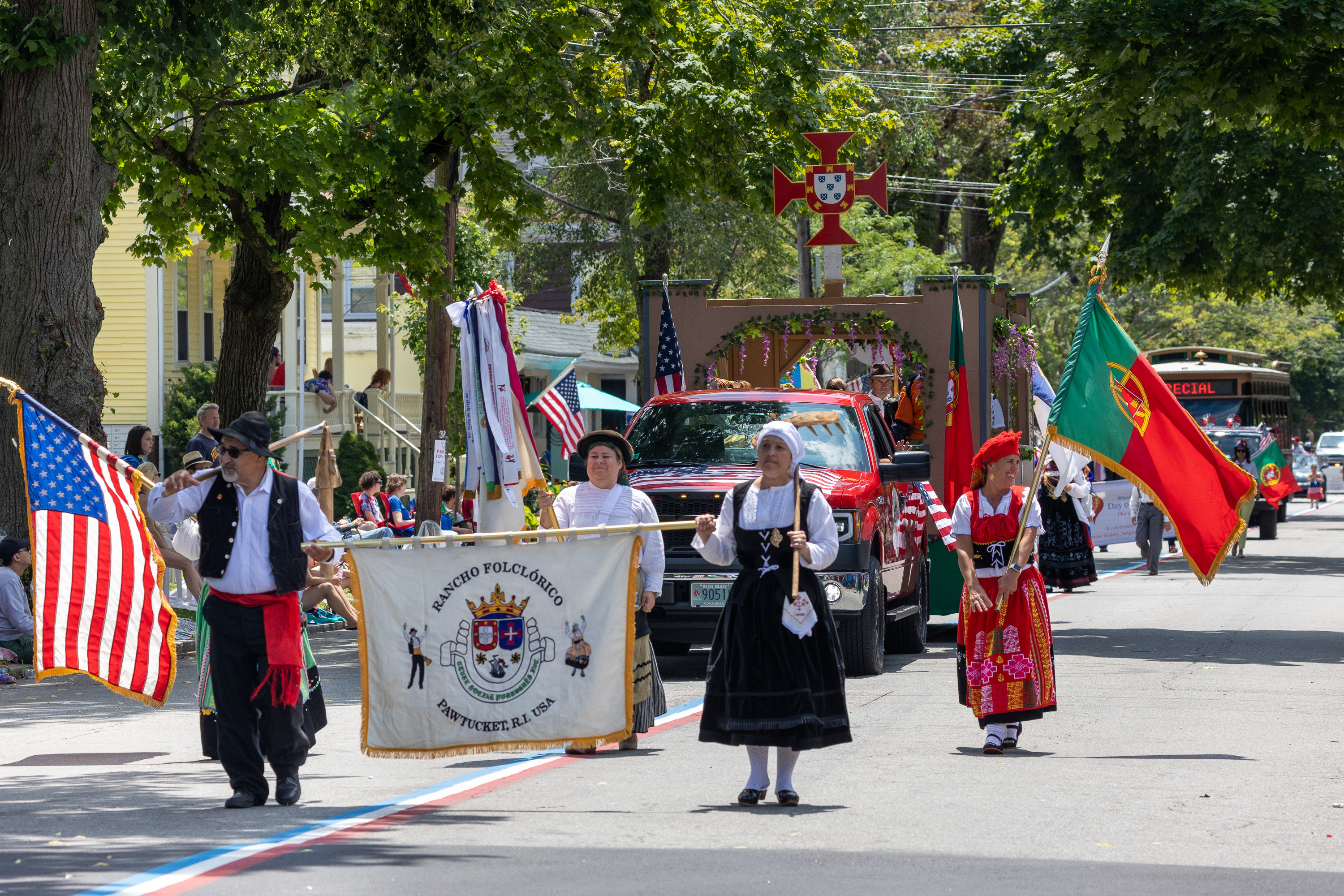
Umzugswagen der portugiesischen Gemeinde am Unabhängigkeitstag 2021 in Pawtucket, Rhode Island.

Diese seit dem 19. Jahrhundert in verschiedenen Schüben erfolgte Auswanderung, insbesondere von den Inseln der Azoren und Madeira, ließ bedeutende portugiesische Gemeinden an den Küsten der USA entstehen, insbesondere in neuenglischen Städten wie New Bedford, Fall River, Providence oder Newark. Neben Gastronomie und besonderen Hausverzierungen wie Azulejos und Fatima-Statuetten sind besonders die portugiesischen Feste äußere Kennzeichen der portugiesischen Gemeinden, die hier vornehmlich von den konservativen Azoren geprägt werden und Grund für die großen volksfestähnlichen Umzüge anlässlich der Heilig Geist-Feiern (Festas do Espírito Santo) sind. In Kalifornien werden gar portugiesische Stierkämpfe veranstaltet, zu nennen ist insbesondere die Stierkampfarena in Thornton (Kalifornien).
In der portugiesischen Community hat sich eine Mischsprache entwickelt, das auch als Portinglês bezeichnet wird. Es zeichnet sich durch eine Vielzahl von Lehn- und Mischwörtern aus, die zum Teil ursprünglich englische, dem Portugiesischen lautmalerisch angepasste Worte sind. Als Beispiel für die verschiedenen Kreationen können Blanqueta (engl. blanket, port. cobertor), Escola alta (engl. high school, port. escola secundária) oder as Crismas (engl. Christmas, port. o natal) gelten, aber auch Kuriositäten wie Buraquinho (port. Löchlein) für Burger King oder Alferes (port. militärischer Dienstgrad Alferes) für Welfare.
Im Allgemeinen gilt die portugiesische Bevölkerungsgruppe in den USA als eine gesetzestreue, arbeitssame, konservative und angepasste Community, die sehr stark an ihren portugiesischen Traditionen festhält. Der Unterhaltungsfilm „Pizza Pizza – Ein Stück vom Himmel“ von 1988 porträtiert diese portugiesische Einwanderergemeinschaft, speziell in den Fischerorten an der Ostküste. Mit Julia Roberts, Annabeth Gish und Lili Taylor in den Hauptrollen, erzählt er die Geschichte dreier lebensfreudiger, jedoch in kleinen und eingeschränkten Verhältnissen lebenden Mädchen aus portugiesischen Familien in Mystic (Connecticut).

### US-Amerikaner portugiesischer Abstammung
Eine Reihe bekannter US-amerikanischer Persönlichkeiten ist portugiesischer Abstammung, darunter der Komponist und Kapellmeister John Philip Sousa, der Schriftsteller John Dos Passos, der Baseballspieler Billy Martin, die Bestseller-Autorin Danielle Steel, die Fernsehmoderatorin Meredith Vieira, der Fotograf Pete Souza, der Biochemiker und Nobelpreisträger Craig Mello, der Opernsänger Nico Castel, der Fußballspieler Claudio Reyna oder auch die Schauspielerinnen Daniela Ruah und Lyndsy Fonseca.
Zu den Prominenten mit weitläufigerer portugiesischer Abstammung zählen beispielsweise der Politiker Al Gore, der Tennisspieler Vic Seixas, die Schauspieler Mary Astor, Bianca Lawson, Jesse Metcalfe, Amy Poehler und Tom Hanks, die Sängerinnen Katy Perry, Sara Bareilles und Vanessa Lynn Williams, oder auch die Schauspieler und Musiker Shane West und Katie Stevens.

## Portugal im Weißen Haus

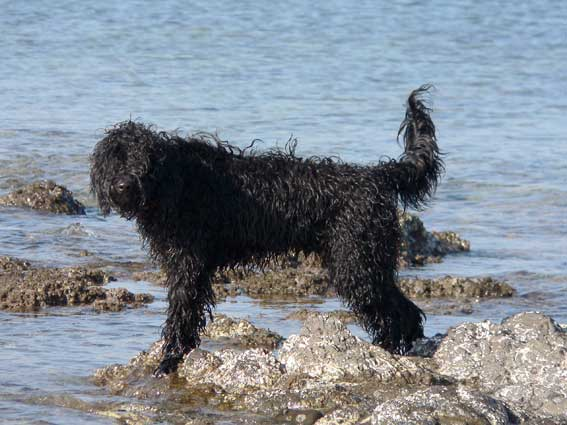
Ein Portugiesischer Wasserhund

Es bestand häufig ein privater Bezug zu Portugal im Weißen Hause, von den dortigen Besuchen portugiesischer Politiker abgesehen.
So war der Butler des Präsidentenpaars J. F. Kennedy und Jacky Kennedy der Portugiese João Cristómo (* 1947 in Torres Vedras).
Das Lieblingslied von Pat Nixon, der Gattin von Präsident Richard Nixon, war das portugiesische Stück April in Portugal.
Zuletzt war Portugal als Heimat der Portugiesischen Wasserhunde des Präsidenten Obama im Gespräch.
Auch Pete Souza, der Hausfotograf der Präsidenten Reagan und Obama, ist portugiesischer Abstammung.
Das traditionsreiche portugiesische Porzellan von Vista Alegre wird auch im Weißen Haus benutzt.

## Wirtschaft

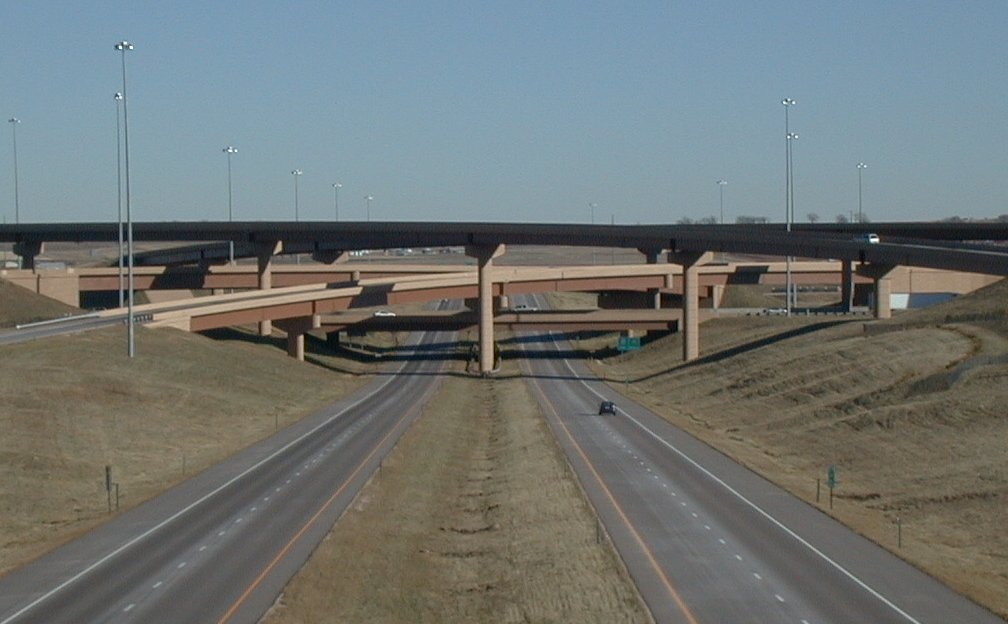
Der Colorado Northwest Parkway, seit 2007 von der portugiesischen Brisa betrieben

In den USA existieren drei portugiesisch-amerikanische Handelskammern, die Portugal US Chamber of Commerce in New York, die Portuguese American Chamber of Commerce of New Jersey und die Hawaii Island Portuguese Chamber of Commerce. In Portugal besteht in Lissabon die Câmara de Comércio Americana em Portugal (CCAP).
Die portugiesische Außenhandelskammer AICEP unterhält zwei Niederlassungen in den USA, in New York und in San Francisco.
Im Jahr 2016 exportierte Portugal Waren und Dienstleistungen im Wert von 3.567,3 Mio. Euro in die USA (2015: 3.523,5 Mio.; 2014: 3.215,4 Mio.; 2013: 3.436,5 Mio.; 2012: 3.111,3 Mio.; 2011: 2.398,2 Mio.), davon 21,3 % Kraftstoffe, 11,7 % chemisch-pharmazeutische Produkte, 9,1 % Maschinen und Geräte und 7,4 % Holz und Kork.
Im gleichen Zeitraum lieferten die USA Waren und Dienstleistungen im Wert von 1.705,1 Mio. Euro an Portugal (2015: 1.648,2 Mio.; 2014: 1.658,2 Mio.; 2013: 1.539,7 Mio.; 2012: 1.576,4 Mio.; 1.730,5 Mio.), davon 23,9 % Maschinen und Geräte, 19,1 % Fahrzeuge und Fahrzeugteile, 14,7 % Landwirtschaftliche Produkte und 10,2 % Kraftstoffe.
Damit stehen die USA für den portugiesischen Außenhandel an 5. Stelle als Abnehmer und an 12. Stelle als Lieferant. Für die USA steht Portugal an 79. Stelle als Abnehmer und an 56. Stelle als Lieferant.
US-amerikanische Touristen gehörten 2016 mit 1.118.000 Übernachtungen (2015: 968.300; 2014: 814.800; 2013: 769.100; 2012: 662.900; 2011: 611.900) und Ausgaben von 550 Mio. Euro (2015: 530,5 Mio.; 2014: 491,0 Mio.; 2013: 504,0 Mio.; 2012: 416,7 Mio.; 2011: 363,3 Mio.) zu den größeren Besuchergruppen im portugiesischen Fremdenverkehr.

## Kultur

### Institutionen
Das portugiesische Kulturinstitut Instituto Camões ist mit Sprachzentren in Newark, Boston und San Diego vertreten. Dazu kommen zahlreiche weitere Aktivitäten, darunter Lektorate an einer Vielzahl US-Universitäten und Kooperationen zu portugiesischem Sprachunterricht und zum muttersprachlichen Portugiesischunterricht.
Am 11. September 2002 gründete sich in Lissabon die Associação de Amizade Portugal-EUA, eine luso-amerikanische Freundschaftsgesellschaft, die sich seither im kulturellen, sozialen und wirtschaftlichen Austausch zwischen beiden Ländern engagiert.

### Literatur

Autogramm der Erfolgsautorin Danielle Steel, Tochter einer portugiesischen Mutter

### Film
Wie in vielen anderen Ländern machen auch in Portugal Hollywood-Produktionen einen großen Teil des Programms der großen Multiplex-Kinos vor allem in den zahlreichen Einkaufszentren aus.
Portugiesische Filme dagegen sind in den USA weitgehend nur dem Kreis der Cineasten bekannt, genießen dort aber einen guten Ruf. So werden immer wieder Werke des Portugiesischen Kinos auf amerikanischen Festivals ausgezeichnet, und Regisseure wie João Pedro Rodrigues oder Pedro Costa waren Gegenstand von Retrospektiven. 1994 wurde Manoel de Oliveira beim San Francisco International Film Festival ausgezeichnet und erhielt 2005 auf dem Chicago International Film Festival den Lifetime Achievement Award für sein Lebenswerk.

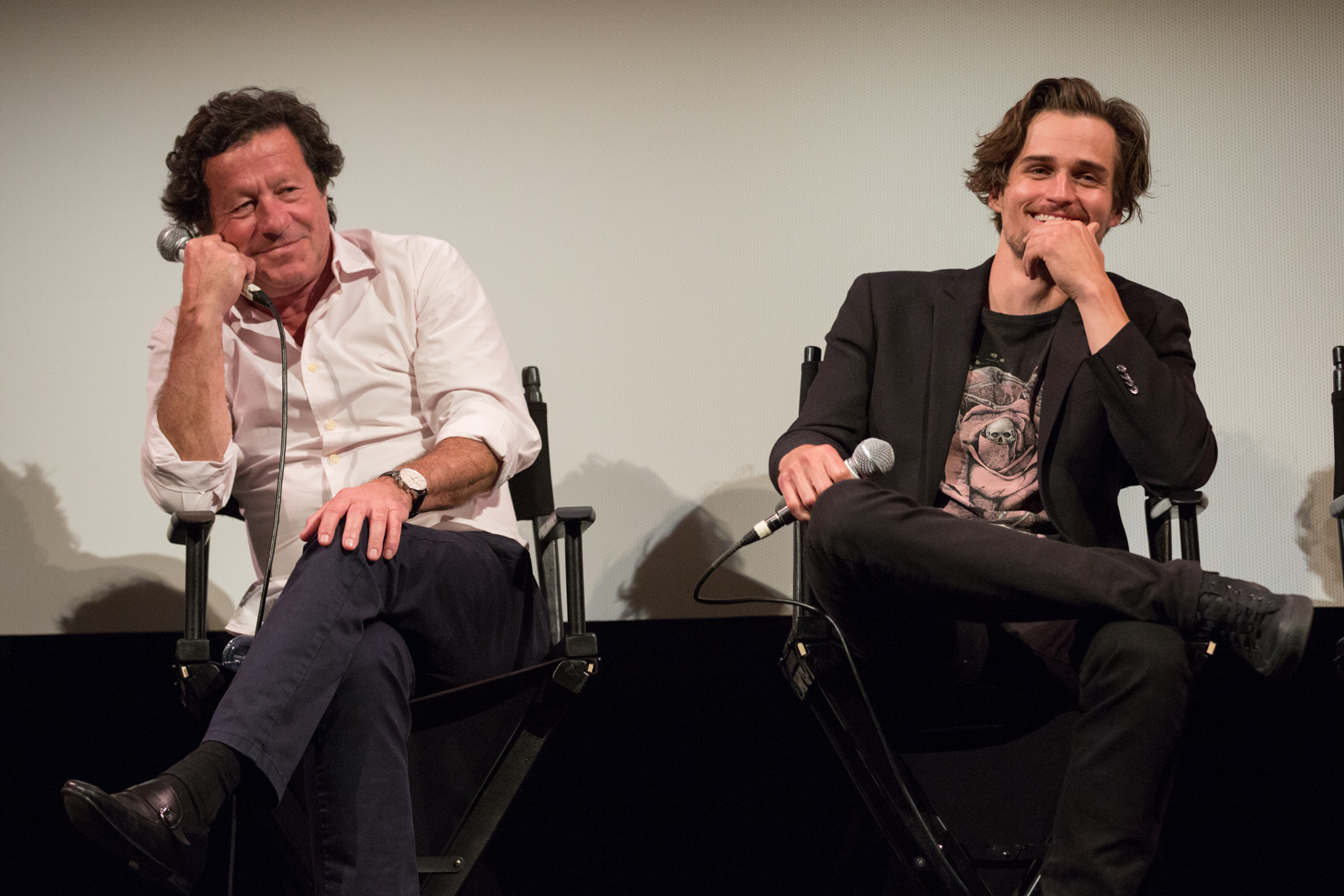
Joaquim de Almeida (links, mit Jon-Michael Ecker) bei der Vorstellung der TV-Serie Queen of the South in Austin, Texas (2016)

Bruno de Almeida lebte eine Zeit als Jazzmusiker in New York, wo er sich dann der Filmregie zuwandte. Er drehte seither mehrmals auch mit US-Schauspielern wie Michael Imperioli, John Ventimiglia oder Drena De Niro.
Der portugiesische Schauspieler Joaquim de Almeida lebt und arbeitet zu einem großen Teil in den USA und ist inzwischen US-Bürger. Zu seinen erfolgreichsten Hollywood-Filmen zählen Das Kartell (1994), Desperado (1995), Im Fadenkreuz – Allein gegen alle (2001) und Fast & Furious Five (2011). Zuletzt spielte er 2015 neben Sandra Bullock und Billy Bob Thornton in Die Wahlkämpferin.
Eine Vielzahl Filmschaffender in den USA sind portugiesischer Abstammung, darunter Schauspielerinnen wie Daniela Ruah, Lyndsy Fonseca, Dilshad Vadsaria, Krista Allen oder Mary Astor, der Regisseur und Schauspieler James Franco und sein Bruder Dave Franco, oder auch der Produzent und Drehbuchautor Brannon Braga.
Portugal war häufig Schauplatz US-amerikanischer Filmproduktionen, so etwa für The Hairy Ape (1944), Geheimzentrale Lissabon (1956), Willkommen, Mister B. (1966), Das Rußland-Haus (1990), Die neun Pforten (1999) oder The Invisible Circus (2001).
Die historische portugiesische Einwanderung vor allem an der Ostküste war mehrmals Gegenstand US-amerikanischer Filmproduktionen. Beispielsweise spielte Spencer Tracy 1937 in Manuel die Hauptrolle des namensgebenden portugiesischen Fischereikapitäns, und Pizza Pizza – Ein Stück vom Himmel von 1988 spielt in dem Fischerort Mystic (Connecticut), mit Julia Roberts, Annabeth Gish und Lili Taylor in den Hauptrollen als junge Frauen der örtlichen portugiesischen Einwanderergemeinschaft. Der portugiesisch-US-amerikanische Spielfilm Duplo Exílio von Regisseur Artur Ribeiro beschäftigte sich 2001 mit den nach einer Straffälligkeit zwangsweise auf die Azoren repatriierten Portugiesen von der US-Ostküste.

### Musik
Einige portugiesische Lieder sind in den USA populär geworden, darunter April in Portugal und Lisbon Antigua, die von einer Vielzahl bekannter Sänger und Musiker dort bekannt gemacht wurden. Lisbon Antigua etwa stand als Single des US-amerikanischen Komponisten Nelson Riddle, für den Film Geheimzentrale Lissabon (1956) eingespielt, vier Wochen lang an der Spitze der Billboard-Charts. April in Portugal wurde durch Amália Rodrigues` Gastspiele und Auftritte im Fernsehen in den USA bekannt und danach von zahlreichen bekannten US-amerikanischen Sängern und Musikern neu aufgenommen. Es war das erklärte Lieblingsstück der Gattin des US-Präsidenten Richard Nixon.
Mit John Philip Sousa ist ein portugiesischstämmiger Komponist unter den bedeutendsten Autoren US-amerikanischer Märsche.
Der Jazz-Pianist und Big Band-Leader Vincent Lopez war Sohn portugiesischer Einwanderer, ebenso die Soulsängerin Teena Marie. Auch die Country-Musikerin Bobbie Gentry hat portugiesische Vorfahren.
Eine Reihe US-amerikanischer Pop- und Rock-Musiker sind portugiesischer Abstammung, etwa der vor allem als Gitarrist der Funk-Metal- und Rock-Band Extreme bekannte Nuno Bettencourt, Korn-Mitbegründer David Silveria, der Sänger und Filmmusikkomponist Steve Perry, die Sängerin Sky Ferreira oder auch Fred, Musiker der EBM- und Industrial-Formation Compound. Auch bekannte Musiker wie die Sängerin Katy Perry, der DJ Baauer, die Rapperin Dev, die Singer-/Songwriterin Julia Nunes, die 4 Non Blondes-Sängerin und Songschreiberin Linda Perry oder der Aerosmith-Gitarrist Joe Perry haben portugiesische Vorfahren.
Der portugiesische Jazzmusiker Gabriel Ferrandini wurde 1986 in Kalifornien geboren.
Der portugiesischstämmige Komponist und Musiker Joe Raposo (* 1937) ist Autor der bekannten Titelmelodie der Fernsehserie Sesamstraße.
Auf dem 2019 erschienenen Album Madame X der US-amerikanischen Popkünstlerin Madonna, die seit einigen Jahren in Lissabon lebt, finden sich Einflüsse aus Portugal und anderen Ländern des portugiesischen Sprachraums, etwa Brasilien oder Kap Verde. Mehrmals singt sie auch einige Zeilen in portugiesischer Sprache, etwa im wiederkehrenden Refrain des Fado-beeinflussten Stücks Killers Who Are Partying.

«O mundo é selvagem, o caminho é solitário (é, é, é, é)»

„Die Welt ist eine Wildnis, der Weg ist einsam (ja, ja, ja, ja)“

Zu den Stücken des Albums drehte Madonna zudem Musikvideos, die zu einem großen Teil an Drehorten in Portugal entstanden, etwa im UNESCO-Welterbekloster Mosteiro da Batalha oder an verschiedenen Herrenhäusern und Landgütern.

## Sport

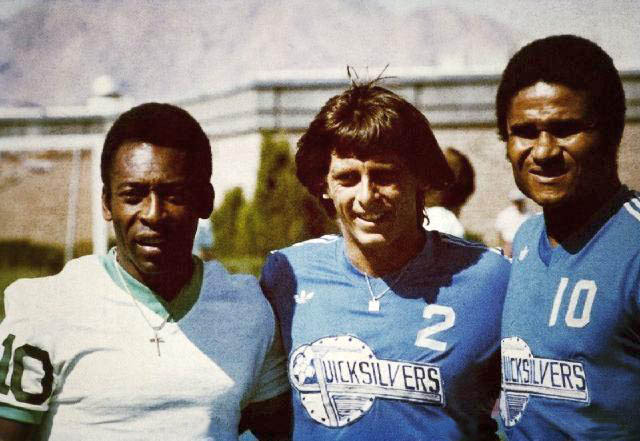
Eusébio (rechts) mit Pelé und Brian Joy 1977, vor einem Spiel der Las Vegas Quicksilvers gegen Cosmos New York

### Fußball
Die Portugiesische Fußballnationalmannschaft traf bisher sechsmal auf die US-amerikanische Auswahl und blieb dabei zweimal siegreich und zweimal unterlegen, zweimal trennte man sich unentschieden. Das erste Mal trafen sie bei einem Freundschaftsspiel am 20. September 1978 in Setúbal aufeinander, Portugal gewann 1:0. Für die Fußball-Weltmeisterschaft 1994 in den USA konnte Portugal sich nicht qualifizieren.
In den 1970er Jahren spielten bekannte portugiesische Fußballer auch in der North American Soccer League, etwa Eusébio bei den Boston Minutemen und anderen Klubs, oder der exzentrische Vítor Baptista kurzzeitig bei den San José Earthquakes unter Trainer António Simões.
Die Mutter des US-amerikanischen Nationalspielers Claudio Reyna ist Portugiesin, er besitzt auch die portugiesische Staatsbürgerschaft. Auch US-Jungnationalspieler Travian Sousa ist portugiesischer Abstammung und besitzt beide Staatsbürgerschaften. Einige Spielerinnen und Spieler mit beiden Staatsbürgerschaften entscheiden sich dabei für die portugiesische Nationalmannschaften, etwa Andrea Rodrigues u. a.

### Baseball
Baseball kann als populärste Sportart in den USA gelten. Eine Reihe portugiesischstämmiger Baseballspieler wurden dort bekannt, darunter Billy Martin, Sohn portugiesischer Einwanderer in Kalifornien, oder auch Mark Teixeira, der u. a. als drittteuerste Transfer in der Geschichte der Major League bekannt wurde.
In Portugal wird Baseball noch wenig gespielt. Der portugiesische Dachverband Federação Portuguesa de Basebol e Softbol mit Sitz in Abrantes koordiniert den Baseballbetrieb im Land.

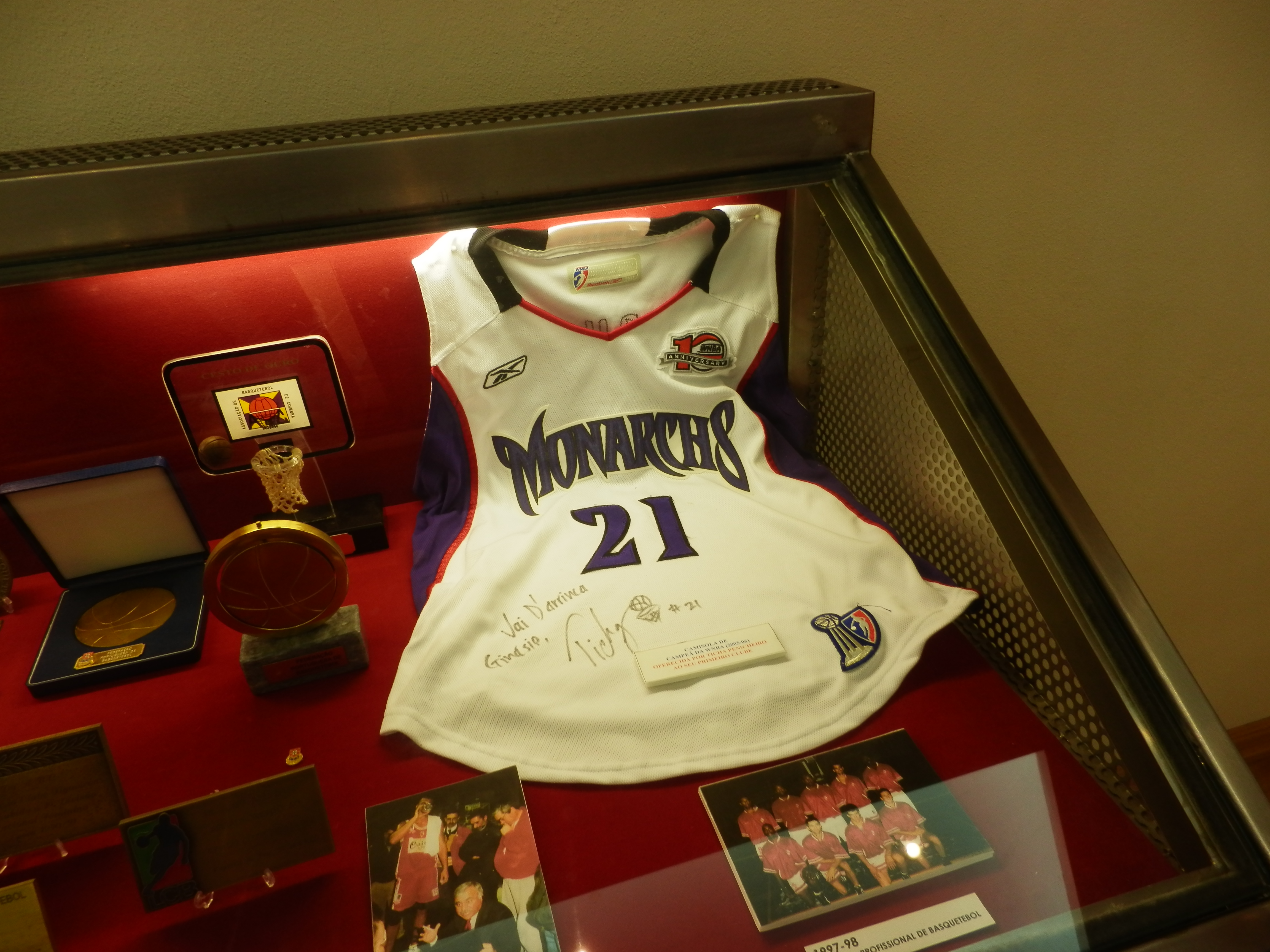
Ticha Penicheiros Monarchs-Trikot im Vereinsheim des Ginásio Clube Figueirense im Seebad Figueira da Foz, Heimatstadt Penicheiros.

### Basketball
Das in den USA sehr populäre Basketball genießt in Portugal ein noch untergeordnetes, jedoch phasenweise steigendes Interesse. Die Federação Portuguesa de Basquetebol organisiert den Spielbetrieb mit den wichtigsten Pokalwettbewerben und Ligen, darunter die höchste Landesliga, die seit 1932 ausgetragene Liga Portuguesa de Basquetebol. In den USA betreut der 1974 gegründete Verband USA Basketball die Basketballnationalmannschaft der Vereinigten Staaten, jedoch bestimmt die US-Profiliga National Basketball Association das Basketballgeschehen dort.
US-amerikanische Spieler spielen immer wieder auch in Portugal, etwa Steven Burtt (Benfica Basket), Andre Calvin (Ginásio Clube Figueirense), Bryce Douvier (Ovarense Basquetbol), Spencer Dunkley (Aveiro CB), Brian Hendrick (Avenida), Fred Herzog (Portugal Telecom), Seth Hinrichs (FC Porto Basket),  Charles Payton (FC Porto Basket), Jim Cantamessa (FC Porto Basket), DeRon Hayes (Academico Porto), Ben McDonald (Porto), MC Mazique (Aveiro Basket), Ronnie Smith (Almada), J.J. Mann (Imortal Albufeira) oder auch Bryan Crabtree, der ab 2000 zunächst für das Basketballteam von Benfica Lissabon und danach für das Basketballteam von UD Oliveirense spielte und dort einige Erfolge errang. Seit 2019 spielt Max Landis beim FC Porto. Brian Myers begann seine Profikarriere 1996 in Portugal, bei Esgueira Basket.
Arnette Hallman, NCAA-Meister 1979, ging 1985 nach Portugal und spielte dort für mehrere Vereine, bis er 1990 bei Belenenses Lissabon seine Profi-Karriere beendete. Gregory Howard beendete 1978 seine Karriere bei Sporting Lissabon.
Auch portugiesische Spieler treten gelegentlich für Teams in den USA an. Als bekanntestes Beispiel kann die portugiesische Nationalspielerin Ticha Penicheiro gelten, insbesondere ihr Titelgewinn mit den Sacramento Monarchs 2005, der den bisher größten Erfolg der Vereinsgeschichte der Monarchs bedeutete.

### Andere

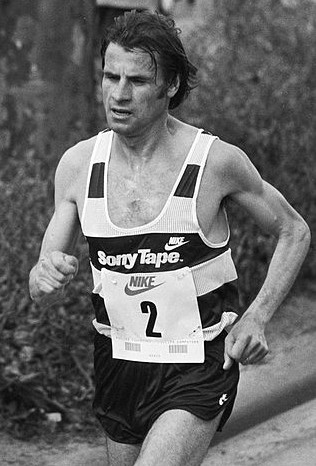
Carlos Lopes (1985)

Unter den Sportarten, die in den USA typischerweise besonders populär sind, werden neben Basketball auch noch einige andere in Portugal betrieben. Zu nennen sind dabei der portugiesische Golf-Verband Federação Portuguesa de Golfe und der Eishockey-Verband Federação Portuguesa de Desportos no Gelo, u. a. American Football führt noch ein ausgesprochenes Schattendasein in Portugal, auch Baseball ist kaum verbreitet, wird hier aber schon ein wenig häufiger praktiziert, organisiert vom portugiesischen Verband Federação Portuguesa de Basebol e Softbol.
Portugal nahm an drei der bisher vier Olympischen Sommerspielen teil, die in den USA stattfanden. Bei den Spielen in Los Angeles 1984 gewann Marathonläufer Carlos Lopes das erste olympische Gold für Portugal, in Atlanta 1996 errang Fernanda Ribeiro im 10.000-Meter-Lauf Portugals dritte Goldmedaille bei Olympia.
Der portugiesische Wintersportler Danny Silva wurde in den USA geboren.
Eine Reihe portugiesischstämmiger Sportler wurden in den USA bekannt, etwa der Tennisspieler Vic Seixas, der 15 Grand-Slam-Erfolge verzeichnete, oder auch der unter seinem Kampfnamen The Portuguese Man-O-War bekannte Wrestler Peter Polaco.
Die US-amerikanische Volleyballspielerin Anna Wruck spielte 2018/2019 für den portugiesischen Erstligisten AJM FC Porto, der US-amerikanische Volleyballspieler Kevin Kobrine 2023/24 für den Erstligisten Sporting Lissabon.